# 43-я гвардейская ракетная дивизия
43-я гварде́йская раке́тная Смоле́нская ордено́в Суворова и Куту́зова дивизия, в/ч 54196 — соединение в составе Ракетных войск стратегического назначения.

## История
В мае 1960 года в городе Шадринск, Курганской области была сформирована 205-я ракетная бригада на базе 4-й гвардейской пушечной артиллерийской Смоленской орденов Суворова и Кутузова дивизии Резерва Верховного Командования.
В апреле 1961 года развёрнута в 18-ю гвардейскую ракетную Смоленскую орденов Суворова и Кутузова дивизию (на вооружении - ракеты средней дальности Р-12). В октябре 1962 г. дивизия передислоцирована в г. Ромны, Сумской области (вместе с тремя полками: 691-м, 707-м, 712-м), и переименована в 43-ю гвардейскую ракетную дивизию.
В 1962 г. на базе дивизии была сформирована 51-я ракетная дивизия, отправленную на остров Куба. В 1980-84 гг. перевооружена на мобильные ракетные комплексы «Пионер» (15-й, 19-й, 664-й, 665-й и 668-й ракетные полки) - 45 пусковых установок.
Попала под действие Договора о ликвидации ракет средней и меньшей дальности и была расформирована в конце декабря 1992 г.

## Состав
май 1962 г.:
- 309-й ракетный полк, в/ч 23466, позывной «Таймень» (Умань, Черкасской области) с РК Р-12;
- 664-й гвардейский ракетный Александрийский Краснознамённый орденов Кутузова и Богдана Хмельницкого полк, в/ч 34085, позывной «Кора» (Ахтырка, Сумской области) с РК Р-12;
- 665-й ракетный полк, в/ч 44073, позывной «Галстук» (Лебедин, Сумской области) с РК Р-14;
- 668-й ракетный полк, в/ч 54294, позывной «Интеграл» (Глухов, Сумской области) с РК Р-14.

1978 г.:
- 433-й гвардейский ракетный ордена Красной звезды полк, в/ч 44226, 19972, позывной «Песенник» (Гайсин, Винницкой области) с РК Р-14.
- 664-й ракетный полк (Ахтырка, Сумской области) с РК Р-12;
- 665-й ракетный полк (Лебедин, Сумской области) с РК Р-14;
- 668-й ракетный полк (Глухов, Сумской области) с РК Р-14;

1989 г.:
- 15-й ракетный полк, в/ч 03472, позывной «Корабельный» (Глухов, Сумской области) с РК РСД-10 «Пионер»;
- 19-й ракетный полк, в/ч 08334, позывной «Златокрылый» (Ахтырка, Сумской области) с РК РСД-10 «Пионер»;
- 664-й ракетный полк (Ахтырка, Сумской области) с РК РСД-10 «Пионер»;
- 665-й ракетный полк, в/ч 44073, позывной  «Галстук» (Лебедин, Сумской области) с РК РСД-10 «Пионер»;
- 668-й ракетный полк (Глухов, Сумской области) с РК РСД-10 «Пионер».

## Вооружение
- Р-12 (SS-4) (1962-1984 гг.)
- Р-14 (SS-5) (1962-1983 гг.)
- РСД-10 «Пионер» (SS-20) (1980-1984 гг.)

## Командиры дивизии
- полковник Глущенко Андрей Иванович (27.08.1960 - 07.07.1961)
- генерал-майор Стаценко Игорь Демьянович (07.07.1961 - 01.07.1962)
- генерал-майор Осипов Валентин Маркович (08.10.1962 - 22.05.1965)
- генерал-майор Махоткин, Николай Михайлович (07.08.1965 - 27.08.1974)
- генерал-майор Топольцев Виктор Фёдорович (27.08.1974 - 16.10.1976)
- генерал-майор Билык Виктор Данилович (16.10.1976 - 30.08.1979)
- генерал-майор Свирин Анатолий Алексеевич (30.08.1979 - 22.07.1985)
- генерал-майор Герасимов Валентин Петрович (22.07.1985 - 14.10.1988)
- генерал-майор Чуприянов Валерий Львович (14.10.1988 - 06.02.1991)
- полковник Хиневич Анатолий Петрович (06.02.1991 - 10.10.1992)